# Barbade aux Jeux olympiques d'été de 2020
La Barbade participe aux Jeux olympiques de 2020 à Tokyo au Japon. Il s'agit de sa 14e participation à des Jeux d'été.

## Athlètes engagés
| Sport      | Hommes | Femmes | Total |
| ---------- | ------ | ------ | ----- |
| Athlétisme | 3      | 3      | 6     |
| Natation   | 1      | 1      | 2     |
| Total      | 4      | 4      | 8     |

## Résultats

### Athlétisme
| Athlète          | Épreuve             | Séries  | Séries | Demi-finales | Demi-finales | Finale   | Finale   |
| Athlète          | Épreuve             | Temps   | Rang   | Temps        | Rang         | Temps    | Rang     |
| ---------------- | ------------------- | ------- | ------ | ------------ | ------------ | -------- | -------- |
| Mario Burke      | 100 m masculin      | 15 s 81 | 9e     | Éliminé      | Éliminé      | Éliminé  | Éliminé  |
| Jonathan Jones   | 400 m masculin      | 45 s 4  | 2e     | 45 s 61      | 8e           | Éliminé  | Éliminé  |
| Shane Brathwaite | 110 m haies         | 13 s 64 | 6e     | Éliminé      | Éliminé      | Éliminé  | Éliminé  |
| Tristan Evelyn   | 100 m féminin       | 11 s 42 | 6e     | Éliminée     | Éliminée     | Éliminée | Éliminée |
| Sada Williams    | 400 m féminin       | 51 s 36 | 3e     | 50 s 11 NR   | 3e           | Éliminée | Éliminée |
| Tia-Adana Belle  | 400 m haies féminin | 55 s 69 | 2e     | 59 s 26      | 8e           | Éliminée | Éliminée |

### Natation
| Athlète        | Épreuve                   | Séries        | Séries | Demi-finales | Demi-finales | Finale   | Finale   |
| Athlète        | Épreuve                   | Temps         | Rang   | Temps        | Rang         | Temps    | Rang     |
| -------------- | ------------------------- | ------------- | ------ | ------------ | ------------ | -------- | -------- |
| Alex Sobers    | 200 m nage libre masculin | 1 min 48 s 9  | 29e    | Éliminé      | Éliminé      | Éliminé  | Éliminé  |
| Alex Sobers    | 400 m nage libre masculin | 3 min 59 s 14 | 34e    | Non disputé  | Non disputé  | Éliminé  | Éliminé  |
| Danielle Titus | 100 m dos féminin         | 1 min 4 s 53  | 37e    | Éliminée     | Éliminée     | Éliminée | Éliminée |